# Mat Drummen
M.M.A. (Mat) Drummen (1945) is een Nederlandse publicist. Hij was 34 jaar directeur van Stichting De Koepel, een stichting ter bevordering van (amateur-)astronomie. Als redacteur en co-auteur heeft Drummen geschreven voor het tijdschrift Zenit en de Sterrengids. De planetoïde (9705) Drummen is naar hem vernoemd.
Op 27 april 2012 werd Drummen benoemd tot Ridder in de Orde van Oranje-Nassau "voor uitzonderlijke verdiensten voor de publieksvoorlichting van sterrenkunde, weerkunde en ruimtevaart en zijn inzet als directeur van stichting de Koepel in Utrecht".
- Nederlandse Thesaurus van Auteursnamen: 110687272
- Virtual International Authority File: 291347961